# Iris rutherfordii
Iris rutherfordii är en irisväxtart som beskrevs av J.Mart.Rodr., P.Vargas, Carine och Stephen Leonard Jury. Iris rutherfordii ingår i släktet irisar, och familjen irisväxter.
Artens utbredningsområde är Marocko. Inga underarter finns listade i Catalogue of Life.